# Chiesa di San Gottardo (Malborghetto-Valbruna)
La chiesa di San Gottardo si trova a Bagni di Lusnizza, frazione di Malborghetto-Valbruna in provincia di Udine.

## Storia
La prima menzione di questa chiesetta risale al 1436 e fu consacrata nel 1450.
Nel 1660 fu restaurata per volere di tale Gabriele dei Canal e dodici anni dopo fu costruito il campanile. Altri lavori di restauro vennero condotti negli  anni venti e ottanta del XX secolo.

## Descrizione
All'interno della chiesa si trovano tre altari, di cui uno in stile barocco-carinziano.